# Illacme plenipes
Espèce
Illacme plenipes est une espèce de mille-pattes diplopodes de la famille des Siphonorhinidae

## Distribution
Cette espèce est endémique du comté de San Benito en Californie aux États-Unis. Elle ne se rencontre que sur un territoire réduit de 4,5 km de diamètre dans les collines du Nord-Ouest du chaînon Gabilan.

## Description
Parmi les environ 12 000 espèces de mille-pattes, Illacme plenipes a été pendant presque un siècle — jusqu'en 2021 et la découverte d'Eumillipes persephone — celle ayant le plus grand nombre de pattes.
Les femelles ont de 486 à 750 pattes sur 192 métamères et les mâles de 318 à 562 pattes.
L'animal est fin, blanc et d'une longueur d'un à trois centimètres. Détritivore, il possède un appareil buccal rudimentaire et une paire d'antennes qui assure les fonctions sensorielles. Ses nombreuses pattes sont pourvues à l'extrémité de griffes qui lui permettent de creuser l'humus et de s'agripper aux cailloux de grès présent dans son écosystème.
Cette espèce n'a pas été observée de 1926 à 2005, elle a été retrouvée en novembre 2005,.

## Publication originale
- Cook & Loomis, 1928 : Millipeds of the order Colobognatha, with descriptions of six new genera and type species, from Arizona and California. Proceedings of the United States National Museum, vol. 72, n. 18, p. 1-26 (texte intégral).